# Küpp
Küpp ist ein 234,2 m hoher Berg des Nutscheid in der Gemeinde Eitorf.
Die Küpp liegt nördlich der Sieg oberhalb der Orte Lützgenauel und Bourauel. 

## Gebäude
1934 erbaute ein Bankier aus Köln ein Jagdhaus auf dem Küpp. In der Zeit des Nationalsozialismus wurde es als Heim für das Landmädchenjahr genutzt. Zu Ende des Zweiten Weltkriegs wurde das Heim durch amerikanischen Granatbeschuss zerstört. In die Restruine zogen dann obdachlose Bourauler ein. Nach dem Zweiten Weltkrieg erwarb die Schullandheim - Genossenschaft Barmen das Gelände. Es erfolgte eine Vergrößerung des Gebäudes, anschließend wurde es von der Stadt Wuppertal als Schullandheim benutzt. Von ca. 1968 bis 1974 stand das Haus leer. Danach wurde das Gebäude einige Jahre als Altenheim genutzt. Ab 1978 war es Pflegeheim für Menschen mit chronischen Alkoholproblemen, zuerst unter dem Namen Landheim Birkholz. 1992 wurde als Filiale ein Heim in Bohlscheid erworben, seit 1998 gibt es eine Außenwohngruppe in Eitorf.

## Weinbau
Oberhalb von Lützgenauel lag der Flur Im Lützgenaueler Weingarten, der sich in eine Kette von Weingartennamen in der Gemeinde und den Nachbargemeinden einreiht.